# Lamar Hunt U.S. Open Cup 2006
De Lamar Hunt U.S. Open Cup 2006 begon op 7 juni en eindigde met de finale op  27 september. De titelhouder was Los Angeles Galaxy.Het toernooi werd voor de vierde keer gewonnen door Chicago Fire door in de finale Los Angeles Galaxy met 3-1 te verslaan.

## Kwalificatieronde
|             |                         |     |           |                                                                            |
| 7 juni 2006 | Cape Cod Crusaders      | 2–0 | Allied SC | Onbekend stadion; Baltimore Maryland Attendance: -- Referee: Jeff Gontarek |
| 7 juni 2006 | Adam Mitchinson 30' 65' |     |           | Onbekend stadion; Baltimore Maryland Attendance: -- Referee: Jeff Gontarek |

|             |                         |     |                                                                  |                                                                     |
| 7 juni 2006 | Croatian Eagles         | 1–4 | Des Moines Menace                                                | Waukee Stadium; Waukee Iowa Attendance: 476 Referee: Daniel Cataldi |
| 7 juni 2006 | Jason Willan 72' (pen.) |     | Armin Mujdzic 22' Edwin Disang 45' Tomas Boltnar Cody Kother 90' | Waukee Stadium; Waukee Iowa Attendance: 476 Referee: Daniel Cataldi |

## Eerste ronde
|              |                        |                                     |                |                                                                  |
| 14 juni 2006 | Pittsburgh Riverhounds | 0–2                                 | Michigan Bucks | Adams High School; Rochester Michigan Attendance: -- Referee: -- |
| 14 juni 2006 |                        | Kenny Uzoigwe 14' Mychal Turpin 56' |                | Adams High School; Rochester Michigan Attendance: -- Referee: -- |

|              |                            |     |                                                     |                                                                      |
| 14 juni 2006 | Virginia Beach Submariners | 1–3 | Wilmington Hammerheads                              | Legion Stadium; Wilmington North Carolina Attendance: -- Referee: -- |
| 14 juni 2006 | Dave Horst 84'             |     | Anthony Maher 42' Kenny Bundy 73' Junior Zarate 80' | Legion Stadium; Wilmington North Carolina Attendance: -- Referee: -- |

|              |                                      |                               |                                           |                                                                                 |
| 14 juni 2006 | Dallas Roma F.C.                     | 2–2 (na extra tijd) 4–2 (PSO) | Laredo Heat                               | The Student Activity Center; Laredo Texas Attendance: -- Referee: Elias Bazakos |
| 14 juni 2006 | Brad Flanagan 50' John Calandro 116' |                               | Ernesto Contreras 33' Arnoldo Presas 106' | The Student Activity Center; Laredo Texas Attendance: -- Referee: Elias Bazakos |

|              |                        |     |                                                           |                                                                   |
| 14 juni 2006 | Dallas Mustang Legends | 2–3 | Des Moines Menace                                         | Waukee Stadium; Waukee Iowa Attendance: 547 Referee: Hidajet Tica |
| 14 juni 2006 | Mike Anderson 51' ??   |     | Tomas Boltnar 40' pen) Tomas Boltnar 53' Edwin Disang 86' | Waukee Stadium; Waukee Iowa Attendance: 547 Referee: Hidajet Tica |

|              |                       |     |                   |                                                                               |
| 14 juni 2006 | Milford International | 1–0 | Chicago Lightning | Loyola University; Chicago , Illinois Attendance: -- Referee: Peter Balciunas |
| 14 juni 2006 | Alex DeFaria 20'      |     |                   | Loyola University; Chicago , Illinois Attendance: -- Referee: Peter Balciunas |

|              |                       |     |                                                                                              |                                                                                   |
| 14 juni 2006 | BYU Cougars           | 1–5 | Arizona Sahuaros                                                                             | Grand Canyon University; Phoenix , Arizona Attendance: -- Referee: Richard Mackey |
| 14 juni 2006 | Brock Trejo 70' (pen) |     | Brian Thames 53' Giber Becerra 68' Giber Becerra 73' (pen) Dominic Papa 79' Dominic Papa 88' | Grand Canyon University; Phoenix , Arizona Attendance: -- Referee: Richard Mackey |

|              |                       |                               |                     |                                                                                 |
| 14 juni 2006 | Ogden Outlaws         | 1–1 (na extra tijd) 5–6 (PSO) | Sonoma County Sol   | Ernie Nevers Field; Santa Rosa , Californië Attendance: -- Referee: Yader Reyes |
| 14 juni 2006 | Noah Sharpersteen 55' |                               | Quincy Amarikwa 48' | Ernie Nevers Field; Santa Rosa , Californië Attendance: -- Referee: Yader Reyes |

|              |                                                         |     |                                                                                      |                                                                                      |
| 15 juni 2006 | Cape Cod Crusaders                                      | 3–4 | Carolina Dynamo                                                                      | Macpherson Stadium; Greensboro , North Carolina Attendance: -- Referee: Michael Hill |
| 15 juni 2006 | David Bulow 48' (pen) David McGuire 51' David Bulow 70' |     | Randi Patterson 40' Randi Patterson 45' Adam Mitchinson 57' (og) Randi Patterson 60' | Macpherson Stadium; Greensboro , North Carolina Attendance: -- Referee: Michael Hill |

## Tweede ronde
|              |                   |                      |                    |                                                                                        |
| 28 juni 2006 | Sonoma County Sol | 0–1                  | Charleston Battery | Blackbaud Stadium; Charleston , South Carolina Attendance: 1.302 Referee: Roni Canales |
| 28 juni 2006 |                   | Ben Hollinsworth 49' |                    | Blackbaud Stadium; Charleston , South Carolina Attendance: 1.302 Referee: Roni Canales |

|              |                  |     |                                                        |                                                                                      |
| 28 juni 2006 | Charlotte Eagles | 1–3 | Wilmington Hammerheads                                 | Legion Stadium; Wilmington , North Carolina Attendance: 1,185 Referee: Saeed Mohamed |
| 28 juni 2006 | Patrick Daka 69' |     | Derek Popovich 26' Anthony Maher 80' Anthony Maher 83' | Legion Stadium; Wilmington , North Carolina Attendance: 1,185 Referee: Saeed Mohamed |

|              |                   |     |                                       |                                                                                   |
| 28 juni 2006 | Cincinnati Kings  | 1–2 | Michigan Bucks                        | Stoney Creek H.S; Rochester Hills, Michigan Attendance: -- Referee: Marc Lawrence |
| 28 juni 2006 | Mike McGinlay 38' |     | Tyiselani Shipalane 1' Nate Jafta 49' | Stoney Creek H.S; Rochester Hills, Michigan Attendance: -- Referee: Marc Lawrence |

|              |                    |                |                 |                                                                                          |
| 28 juni 2006 | Richmond Kickers ( | 0–1            | Carolina Dynamo | Macpherson Stadium; Greensboro , North Carolina Attendance: -- Referee: Charles Mitchell |
| 28 juni 2006 |                    | Ben Hunter 30' |                 | Macpherson Stadium; Greensboro , North Carolina Attendance: -- Referee: Charles Mitchell |

|              |                       |     |                                                                           |                                                                                                 |
| 28 juni 2006 | Milford International | 1–4 | New Hampshire Phantoms                                                    | Dr. George J. Larkin Field; Manchester, New Hampshire Attendance: -- Referee: Kenneth Etheridge |
| 28 juni 2006 | Michael Butler 15'    |     | Nick Tornaritas 27' Almir Barbosa 79' Almir Barbosa 80' Valderar Tiexeira | Dr. George J. Larkin Field; Manchester, New Hampshire Attendance: -- Referee: Kenneth Etheridge |

|              |                   |     |                   |                                                                                      |
| 28 juni 2006 | Des Moines Menace | 1–0 | Minnesota Thunder | James Griffin Stadium; St. Paul , Minnesota Attendance: 1.060 Referee: Fotis Bazakos |
| 28 juni 2006 | Tomas Boltnar 54' |     |                   | James Griffin Stadium; St. Paul , Minnesota Attendance: 1.060 Referee: Fotis Bazakos |

|              |          |                       |                  |                                                                         |
| 28 juni 2006 | Miami FC | 0–1                   | Dallas Roma F.C. | UT-Dallas; Richardson , Texas Attendance: ~600 Referee: Fernando Galvan |
| 28 juni 2006 |          | John Waters 13' (pen) |                  | UT-Dallas; Richardson , Texas Attendance: ~600 Referee: Fernando Galvan |

|              |                         |     |                  |                                                                           |
| 28 juni 2006 | Virginia Beach Mariners | 1–0 | Arizona Sahuaros | Grand Canyon University; Phoenix Attendance: 1.100 Referee: Robert Walker |
| 28 juni 2006 | Gregory Simmonds 74'    |     |                  | Grand Canyon University; Phoenix Attendance: 1.100 Referee: Robert Walker |

## Derde ronde
|              |                         |                     |                                             |                                                                                    |
| 11 juli 2006 | Virginia Beach Mariners | 1–2 (na extra tijd) | Real Salt Lake                              | Rice-Eccles Stadium; Salt Lake City, Utah Attendance: 6,960 Referee: Richard Heron |
| 11 juli 2006 | Tim O'Neill 37'         |                     | Jeff Cunningham 28' (pen) Andy Williams 93' | Rice-Eccles Stadium; Salt Lake City, Utah Attendance: 6,960 Referee: Richard Heron |

|              |                      |     |                                                   |                                                                                      |
| 12 juli 2006 | Portland Timbers     | 1–3 | Charleston Battery                                | Blackbaud Stadium Charleston, South Carolina Attendance: 1.437 Referee: Roni Canales |
| 12 juli 2006 | Luke Kreamalmeyer 4' |     | Ben Hollinsworth 37', 86' (pen) Gavin Glinton 79' | Blackbaud Stadium Charleston, South Carolina Attendance: 1.437 Referee: Roni Canales |

|              |                        |     |                                  |                                                                                  |
| 12 juli 2006 | Atlanta Silverbacks    | 1–2 | Wilmington Hammerheads           | Legion Stadium; Wilmington, North Carolina Attendance: -- Referee: Mark Kadlecik |
| 12 juli 2006 | Alex Pineda Chacon 60' |     | Kevin Nylan 25' Chris Bagley 75' | Legion Stadium; Wilmington, North Carolina Attendance: -- Referee: Mark Kadlecik |

|              |                                                                         |     |                |                                                                                         |
| 12 juli 2006 | Columbus Crew                                                           | 4–1 | Michigan Bucks | Stoney Creek H.S; Rochester Hills, Michigan Attendance: ~3.000 Referee: Hilario Grajeda |
| 12 juli 2006 | Knox Cameron 17' Ivan Becerra 60' Jacob Thomas 86' Erik Nelson 88' (og) |     | Doug Rice 22'  | Stoney Creek H.S; Rochester Hills, Michigan Attendance: ~3.000 Referee: Hilario Grajeda |

|              |                                        |                     |                                                  |                                                                                    |
| 12 juli 2006 | Seattle Sounders                       | 2–3 (na extra tijd) | Carolina Dynamo                                  | Macpherson Stadium Greensboro, North Carolina Attendance: -- Referee: Guy Goodrich |
| 12 juli 2006 | Cam Weaver 76' Andrew Gregor 96' (pen) |                     | Michael Lahoud 78' Ben Hunter 98' Darryl Roberts | Macpherson Stadium Greensboro, North Carolina Attendance: -- Referee: Guy Goodrich |

|              |                        |     |                                                                                           |                                                                         |
| 12 juli 2006 | New Hampshire Phantoms | 1–5 | Rochester Raging Rhinos                                                                   | PAETEC Park; Rochester, New York Attendance: 5.412 Referee: Kevin Barci |
| 12 juli 2006 | Almir Barbosa 18'      |     | John Ball 12' Matthew Delicate 32' Charles Gbeke 40' Connally Edozien 86' Aaran Lines 89' | PAETEC Park; Rochester, New York Attendance: 5.412 Referee: Kevin Barci |

|              |                   |     |                               |                                                                                                |
| 12 juli 2006 | Des Moines Menace | 1–2 | Kansas City Wizards           | Blue Valley Athletic Complex Overland Park, Kansas Attendance: 2.,012 Referee: Ramon Hernandez |
| 12 juli 2006 | Brad Whitsitt 72' |     | Ryan Pore 64' Scott Sealy 90' | Blue Valley Athletic Complex Overland Park, Kansas Attendance: 2.,012 Referee: Ramon Hernandez |

|              |                  |                               |                  |                                                                                       |
| 12 juli 2006 | Dallas Roma F.C. | 0–0 (na extra tijd) 4–2 (PSO) | Chivas USA (MLS) | Harder Stadium; Santa Barbara, Californië Attendance: 2.127 Referee: Baldomero Toledo |
| 12 juli 2006 |                  |                               |                  | Harder Stadium; Santa Barbara, Californië Attendance: 2.127 Referee: Baldomero Toledo |

## Vierde ronde
|                 |                   |                     |                                   |                                                                                  |
| 1 augustus 2006 | Columbus Crew     | 1–2 (na extra tijd) | D.C. United (MLS)                 | Maryland SoccerPlex Germantown, Maryland Attendance: 4.774 Referee: Terry Vaughn |
| 1 augustus 2006 | Chad Marshall 18' |                     | Jaime Moreno 22' Jamil Walker 93' | Maryland SoccerPlex Germantown, Maryland Attendance: 4.774 Referee: Terry Vaughn |

|                 |                  |                                 |                    |                                                                                             |
| 1 augustus 2006 | Dallas Roma F.C. | 0–2                             | Los Angeles Galaxy | Home Depot Center Track Stadium Carson, Californië Attendance: 4.937 Referee: Richard Heron |
| 1 augustus 2006 |                  | Quavas Kirk 35' Alan Gordon 70' |                    | Home Depot Center Track Stadium Carson, Californië Attendance: 4.937 Referee: Richard Heron |

|                 |                        |                     |                         |                                                                            |
| 2 augustus 2006 | New England Revolution | 0–0 (AET) 5–4 (PSO) | Rochester Raging Rhinos | PAETEC Park Rochester, New York Attendance: 9.503 Referee: Michael Kennedy |
| 2 augustus 2006 |                        |                     |                         | PAETEC Park Rochester, New York Attendance: 9.503 Referee: Michael Kennedy |

| |     | strafschoppen |  |
| Shalrie Joseph saved Andy Dorman saved Jose Cancela scored Steve Ralston scored Matt Reis scored James Riley scored Jeff Larentowicz scored | 5–4 | Mike Ambersley scored John Ball scored Matthew Delicate missed Tenywa Bonseu crossbar Aaran Lines scored Kenney Bertz scored Frank Sanfilippo missed |  |

|                 |                    |     |                |                                                                                     |
| 2 augustus 2006 | Colorado Rapids    | 1–0 | Real Salt Lake | Rice-Eccles Stadium Salt Lake City, Utah Attendance: 4.546 Referee: Ricardo Salazar |
| 2 augustus 2006 | Jacob Peterson 61' |     |                | Rice-Eccles Stadium Salt Lake City, Utah Attendance: 4.546 Referee: Ricardo Salazar |

|                 |                                                      |                               |                                                                  |                                                                                     |
| 1 augustus 2006 | FC Dallas                                            | 3–3 (na extra tijd) 5–3 (PSO) | Charleston Battery                                               | Blackbaud Stadium Charleston, South Carolina Attendance: 2.332 Referee: Mark Geiger |
| 1 augustus 2006 | Kenny Cooper 45'+ Kenny Cooper 89' Kenny Cooper 120' |                               | Ben Hollinsworth 63' pen Ian Fuller 91'+ pen Luc Harrington 114' | Blackbaud Stadium Charleston, South Carolina Attendance: 2.332 Referee: Mark Geiger |

| |     | strafschoppen                                                                       |  |
| Ronnie O'Brien scored Chris Gbandi scored Ramon Nunez scored Kenny Cooper scored Simo Valakari scored | 5–3 | Luc Harrington scored Lazo Alavanja scored Troy Lesesne scored Luke Vecollone saved |  |

|                 |                                       |     |                                                                                  |                                                                                |
| 2 augustus 2006 | Carolina Dynamo                       | 2–4 | Houston Dynamo                                                                   | Robertson Stadium Houston, Texas Attendance: 10,428 Referee: Oscar Ortiz (USA) |
| 2 augustus 2006 | Wells Thompson 62' Randy Paterson 71' |     | Alejandro Moreno 29' Alejandro Moreno 33' Ronald Cerritos 58' Eddie Robinson 82' | Robertson Stadium Houston, Texas Attendance: 10,428 Referee: Oscar Ortiz (USA) |

|                 |                                  |     |                          |                                                                                   |
| 2 augustus 2006 | Red Bull New York                | 2–1 | Wilmington Hammerheads = | Legion Stadium Wilmington, North Carolina Attendance: 4.263 Referee: Roni Canales |
| 2 augustus 2006 | Seth Stammler 4' Jordan Cila 86' |     | Ryan Miller 85'          | Legion Stadium Wilmington, North Carolina Attendance: 4.263 Referee: Roni Canales |

|                  |                     |                                |              |                                                                          |
| 14 augustus 2006 | Kansas City Wizards | 0–2                            | Chicago Fire | Toyota Park Bridgeview, Illinois Attendance: 5.874 Referee: Marcel Yonan |
| 14 augustus 2006 |                     | Calen Carr 18' Andy Herron 65' |              | Toyota Park Bridgeview, Illinois Attendance: 5.874 Referee: Marcel Yonan |

## Vijfde ronde
|                  |                   |     |                                                 |                                                                   |
| 23 augustus 2006 | Red Bull New York | 1–3 | D.C. United                                     | RFK Stadium Washington, D.C. Attendance: 8.637 Referee: Alex Prus |
| 23 augustus 2006 | Amado Guevara 41' |     | Josh Gros 37' Jamil Walker 61' Jamil Walker 84' | RFK Stadium Washington, D.C. Attendance: 8.637 Referee: Alex Prus |

|                  |                        |     |                                 |                                                                          |
| 14 augustus 2006 | New England Revolution | 1–2 | Chicago Fire                    | Toyota Park Bridgeview, Illinois Attendance: 5.214 Referee: Jair Marrufo |
| 14 augustus 2006 | Taylor Twellman 27'    |     | Andy Herron 12' Andy Herron 58' | Toyota Park Bridgeview, Illinois Attendance: 5.214 Referee: Jair Marrufo |

|                  |           |                                                               |                |                                                                                         |
| 23 augustus 2006 | FC Dallas | 0–3                                                           | Houston Dynamo | Carl Lewis Track & Field Stadium Houston, Texas Attendance: 4.000 Referee: Terry Vaughn |
| 23 augustus 2006 |           | Eddie Robinson 13' Alejandro Moreno 57' Chris Wondolowski 61' |                | Carl Lewis Track & Field Stadium Houston, Texas Attendance: 4.000 Referee: Terry Vaughn |

|                  |                 |                     |                                                        |                                                                             |
| 23 augustus 2006 | Colorado Rapids | 1–3 (Na extra tijd) | Los Angeles Galaxy                                     | Home Depot Center Carson, Californië Attendance: 6.014 Referee: Kevin Stott |
| 23 augustus 2006 | Clint Mathis 3' |                     | Quavas Kirk 45' Landon Donovan 93' Landon Donovan 115' | Home Depot Center Carson, Californië Attendance: 6.014 Referee: Kevin Stott |

## Halve finale
|                  |             |                                                |              |                                                                           |
| 6 september 2006 | D.C. United | 0–3                                            | Chicago Fire | Toyota Park Bridgeview, Illinois Attendance: 5.153 Referee: Richard Heron |
| 6 september 2006 |             | Justin Mapp 58' Calen Carr 76' Calen Carr 91+' |              | Toyota Park Bridgeview, Illinois Attendance: 5.153 Referee: Richard Heron |

|                  |                       |     |                                                         |                                                                               |
| 6 september 2006 | Houston Dynamo        | 1–3 | Los Angeles Galaxy                                      | Home Depot Center Carson , Californië Attendance: 6.144 Referee: Jair Marrufo |
| 6 september 2006 | Dwayne De Rosario 12' |     | Alan Gordon 6' Landon Donovan 44' Santino Quaranta 93+' | Home Depot Center Carson , Californië Attendance: 6.144 Referee: Jair Marrufo |

## Finale
|                               |                    |     |                                           |                                                                          |
| 27 september 2006 20:00 (EST) | Los Angeles Galaxy | 1–3 | Chicago Fire                              | Toyota Park Bridgeview, Illinois Attendance: 8.185 Referee: Terry Vaughn |
| 27 september 2006 20:00 (EST) | Alan Gordon 51'    |     | Nate Jaqua 10' Andy Herron 16' Thiago 88' | Toyota Park Bridgeview, Illinois Attendance: 8.185 Referee: Terry Vaughn |